# Mercedes-AMG F1 W11 EQ Performance
El Mercedes-AMG F1 W11 EQ Performance fue un monoplaza diseñado por Mercedes-AMG Petronas Formula One Team para competir en la temporada 2020 de Fórmula 1 y fue presentado el 14 de febrero en el Circuito de Silverstone.

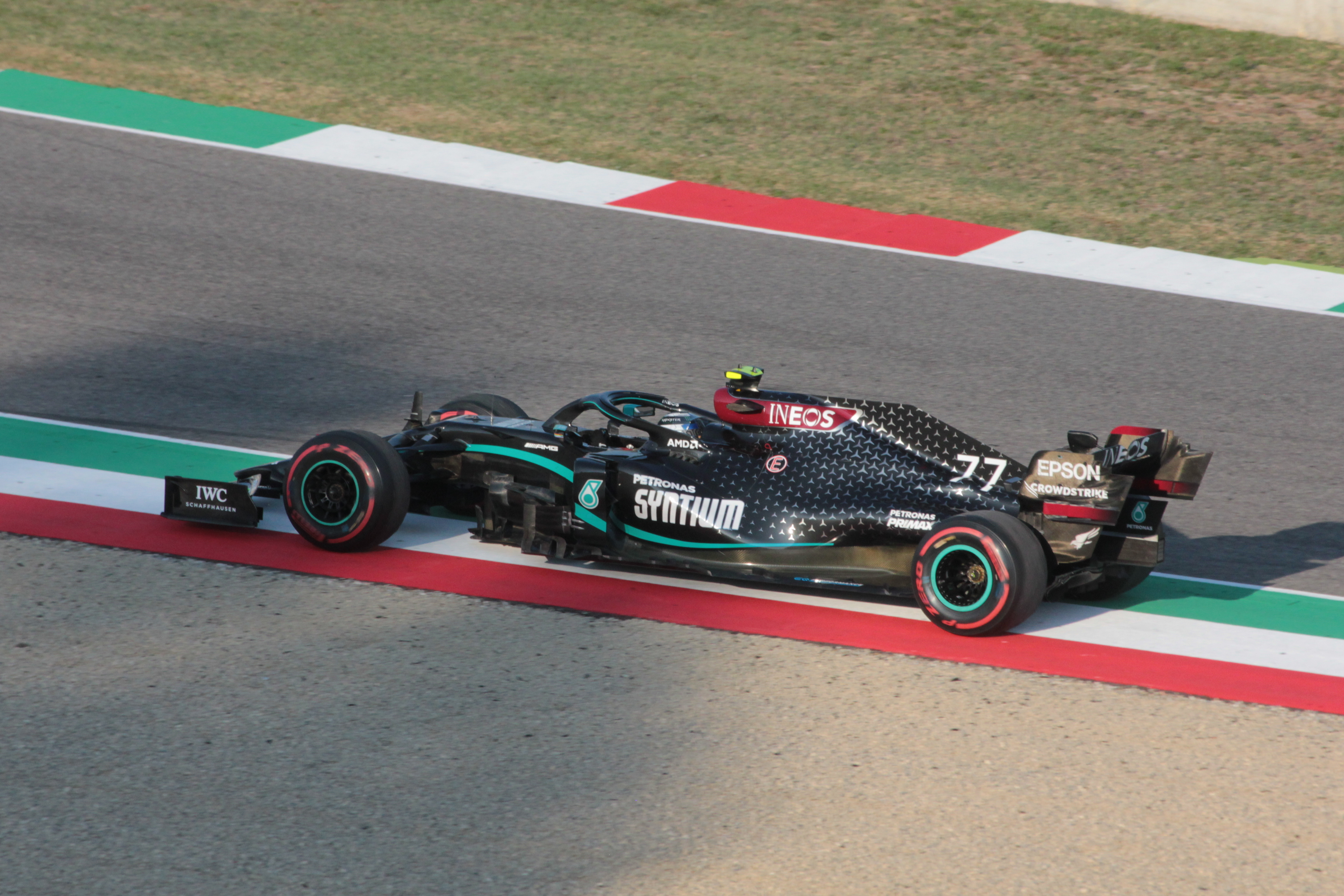
W11 de Valtteri Bottas durante el GP de la Toscana de 2020.

El coche fue conducido por el campeón defensor Lewis Hamilton y el finlandés Valtteri Bottas. George Russell, piloto de Williams, sustituyó a Hamilton en la anteúltima carrera del campeonato tras el positivo de COVID-19 del británico.
Hamilton ganó con el W11 su séptimo título y el cuarto consecutivo. Este monoplaza ganó 13 de las 17 carreras de la temporada, logró 15 poles y sumó 573 puntos sobre los 319 del segundo, Red Bull.
El color del monoplaza era originalmente plateado y negro que fue utilizado en la pretemporada. Sin embargo, en el Gran Premio de Austria, el W11 cambió su decoración a negro en respuesta a la lucha mundial contra el racismo.
Debido a la pandemia de COVID-19, se retrasaron las regulaciones técnicas para 2021. Por lo tanto, el W11 volverá a ser utilizado bajo el nombre de Mercedes-AMG F1 W12 E Performance. El nuevo chasis fue presentado el 2 de marzo de 2021 en el circuito de Silverstone.

## Resultados

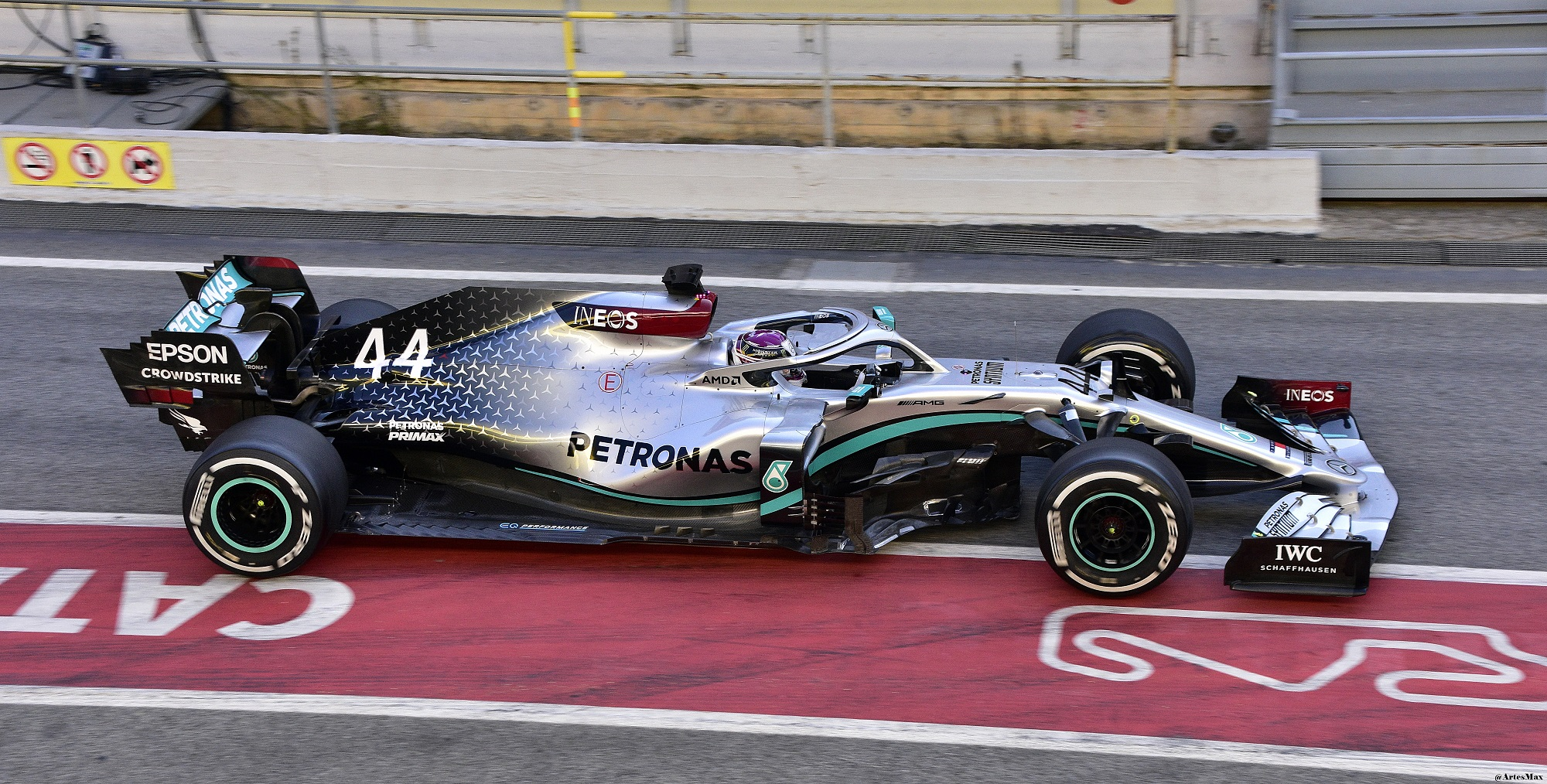
El W11 en pretemporada con la decoración original.

(Clave) (negrita indica pole position) (cursiva indica vuelta rápida)

| Año     | Motor                          | Neu. | N.º | Pilotos         | 1   | 2   | 3   | 4   | 5   | 6   | 7   | 8   | 9   | 10  | 11  | 12  | 13  | 14  | 15  | 16  | 17  | 18  | 19  | 20  | 21  | 22  | Puntos | Pos. |
| ------- | ------------------------------ | ---- | --- | --------------- | --- | --- | --- | --- | --- | --- | --- | --- | --- | --- | --- | --- | --- | --- | --- | --- | --- | --- | --- | --- | --- | --- | ------ | ---- |
| 2020    | F1 M11 EQ Power+ V6 Turbo      | P    |     |                 | AUT | EST | HUN | GBR | 70A | ESP | BEL | ITA | TOS | RUS | EIF | POR | EMI | TUR | BHR | SAK | ABU |     |     |     |     |     | 573    | 1.º  |
| 2020    | F1 M11 EQ Power+ V6 Turbo      | P    | 44  | Lewis Hamilton  | 4   | 1   | 1   | 1   | 2   | 1   | 1   | 7   | 1   | 3   | 1   | 1   | 1   | 1   | 1   |     | 3   |     |     |     |     |     | 573    | 1.º  |
| 2020    | F1 M11 EQ Power+ V6 Turbo      | P    | 63  | George Russell  |     |     |     |     |     |     |     |     |     |     |     |     |     |     |     | 9   |     |     |     |     |     |     | 573    | 1.º  |
| 2020    | F1 M11 EQ Power+ V6 Turbo      | P    | 77  | Valtteri Bottas | 1   | 2   | 3   | 11  | 3   | 3   | 2   | 5   | 2   | 1   | Ret | 2   | 2   | 14  | 8   | 8   | 2   |     |     |     |     |     | 573    | 1.º  |
| 2021    | AMG M12 E Performance V6 Turbo | P    |     |                 | BHR | EMI | POR | ESP | MON | AZE | FRA | EST | AUT | GBR | HUN | BEL | NED | ITA | RUS | TUR | USA | MEX | SÃO | QAT | ARA | ABU | 613.5  | 1.º  |
| 2021    | AMG M12 E Performance V6 Turbo | P    | 44  | Lewis Hamilton  | 1   | 2   | 1   | 1   | 7   | 15  | 2   | 2   | 4   | 12  | 2   | 3   | 2   | Ret | 1   | 5   | 2   | 2   | 1   | 1   | 1   | 2   | 613.5  | 1.º  |
| 2021    | AMG M12 E Performance V6 Turbo | P    | 77  | Valtteri Bottas | 3   | Ret | 3   | 3   | Ret | 12  | 4   | 3   | 2   | 3   | Ret | 12  | 3   | 31  | 5   | 1   | 6   | 15  | 31  | Ret | 3   | 6   | 613.5  | 1.º  |
| Fuente: |                                |      |     |                 |     |     |     |     |     |     |     |     |     |     |     |     |     |     |     |     |     |     |     |     |     |     |        |      |

### Citas
1. ↑  «Mercedes W12: ecco la scheda tecnica». it.motorsport.com (en italiano). Motorsport Network. 2 de marzo de 2021. Consultado el 2 de marzo de 2021.
2. ↑  «Así fue el vivo de la presentación del Mercedes 2020». lat.motorsport.com. Consultado el 24 de febrero de 2020.
3. 1 2 3  «Mercedes F1 W11 • STATS F1». STATS F1. Consultado el 5 de julio de 2020.
4. ↑  «Russell sustituye a Hamilton en Mercedes para el GP de Sakhir». lat.motorsport.com. Consultado el 24 de diciembre de 2020.
5. ↑  Página12 (1605446761). «Lewis Hamilton se coronó campeón de la Fórmula 1 en el GP de Turquía | Alcanzó el record histórico de Michael Schumacher». PAGINA12. Consultado el 24 de diciembre de 2020.
6. ↑  Balseiro, Jesús (3 de julio de 2020). «Mercedes lo pinta muy negro». As. Consultado el 20 de octubre de 2020.
7. ↑  Herrero, Daniel (20 de marzo de 2020). «Formula 1’s new regulations delayed until 2022». SpeedCafe.com (en inglés). Archivado desde el original el 21 de octubre de 2020. Consultado el 2 de febrero de 2021.
8. ↑  Plaza, David (2 de febrero de 2021). «Mercedes desvela la tardía fecha de presentación del W12». Motor.es. Consultado el 2 de febrero de 2021.

- Datos: Q84932576
- Multimedia: Mercedes-AMG F1 W11 EQ Performance / Q84932576